# فابريس أونداما
فابريس نغيسي أونداما (بالفرنسية: Fabrice N'Guessi Ondama)‏ (ولد في 27 فبراير 1988 في برازافيل) لاعب كرة قدم من جمهورية الكونغو، يلعب في موقع مهاجم .

## مسيرته
لعب لنادي ستاد رين الفرنسي قبل الانتقال كمعار إلى كريتاي الفرنسي. قرر العودة إلى بلاده للعب رفقة نادي الشياطين السود. وانتقل أونداما إلى نادي الوداد البيضاوي المغربي حيث شارك رفقته في الدوري المغربي الممتاز ودوري أبطال أفريقيا 2011. في يناير 2012 وقع عقدا مع نادي اتحاد جدة السعودي.

## إحصائياته
| المواسم   | النادي                   | عدد الأهداف | عدد مرات الظهور |
| --------- | ------------------------ | ----------- | --------------- |
| 2007-2008 | نادي رين (الفريق الرديف) | 4           | 25              |
| 2008-2009 | نادي كريتاي (إعارة)      | 0           | 9               |
| 2009-2010 | الشياطين السود           | ..          | ..              |
| 2010-2011 | نادي الوداد الرياضي      | 15          | 48              |
| 2011-2012 | نادي الاتحاد السعودي     | 2           | 16              |
| 2013-2014 | نادي الوداد الرياضي      | 10          | 37              |

## ألقابه
| السنة | النادي                   | اللقب                                            |
| ----- | ------------------------ | ------------------------------------------------ |
| 2007  | منتخب الكونغو لكرة القدم | بطولة أفريقيا لكرة القدم للشباب                  |
| 2007  | منتخب الكونغو لكرة القدم | لقب أحسن لاعب في بطولة أفريقيا لكرة القدم للشباب |

## روابط خارجية
- فابريس أونداما على موقع قاعدة بيانات كرة القدم.إي يو (الإنجليزية)
- فابريس أونداما على موقع ناشيونال فوتبول تيمز (الإنجليزية)
- فابريس أونداما على موقع Soccerway.com (الإنجليزية)

جرد لأهداف اللاعب من موقع كوورة المتخصص